# Emmetten
Emmetten je obec ve švýcarském kantonu Nidwalden. Leží přibližně 11 kilometrů východně od hlavního města kantonu, Stansu. Žije zde přibližně 1 400 obyvatel.

## Geografie

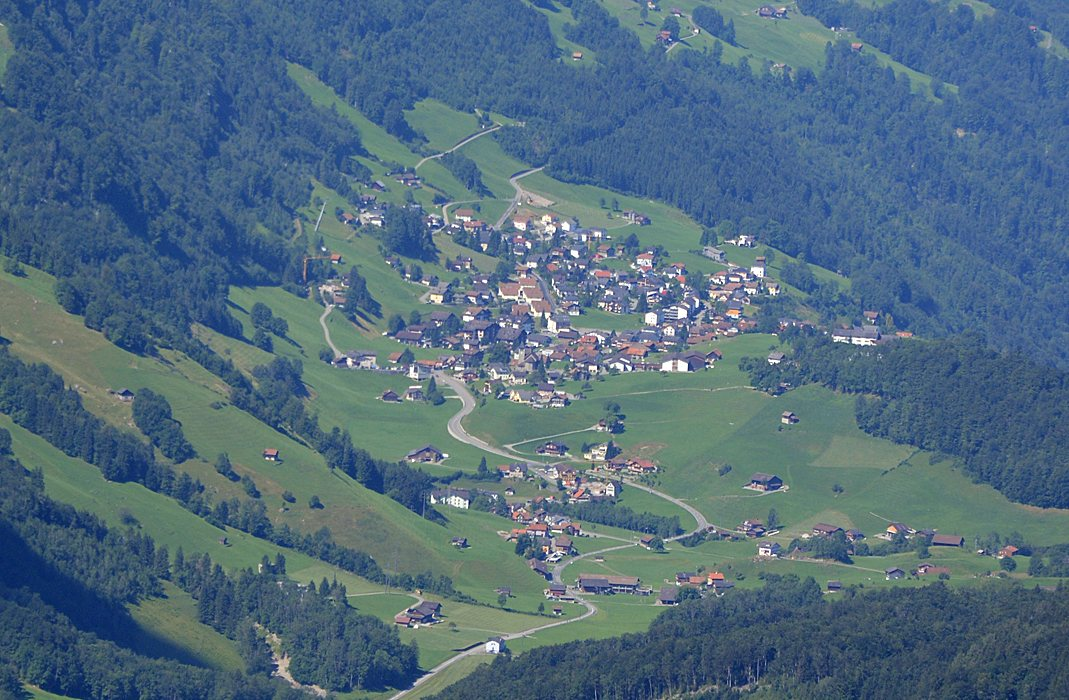
Panorama obce

Emmetten leží na kantonální silnici Beckenried–Seelisberg, na vyvýšeném místě na předalpské terase nad jižním břehem Lucernského jezera. Obec se rozprostírá od nadmořské výšky 434 m na břehu jezera až po vrchol Schwalmis, nejvyšší bod obce ve výšce 2246 m n. m. Dalšími významnými body jsou Niderbauen Chulm ve výšce 1923 m n. m., který se tyčí nad obcí, a Oberbauenstock ve výšce 2117 m n. m. v jihovýchodním cípu obecního katastru.
Na jihu a východě tvoří hranice obce vyznačená výše zmíněnými vrcholy také hranici s kantonem Uri s obcemi Isenthal na jihu a Seelisberg na východě.
K obci patří několik zemědělských usedlostí dole u jezera, vesnice na terase s několika osadami (Schöneck, Gumprecht, Sagendorf, Sunnwil, Hattig) a údolí Choltal jižně od obce. Potok Cholbach protíná obec od jihu k severu a poté se vlévá do Lucernského jezera.
Z celé rozlohy obce tvoří pouze 2,6 % zastavěná půda. Většinu rozlohy obce, 45,8 %, pokrývají křoviny a lesy. Největší z nich je Brennwaldský les. Kromě toho je 37,9 % využíváno pro zemědělství - často jde o vysokohorské pastviny. Dalších 13,7 % tvoří neproduktivní plochy (většinou hory a jezera).

## Historie

Emmetten a masiv Niederbauenstocku (1956)

První obyvatel Emmettenu se podle pověsti prý usadil na louce Ryters, která je obklopena lesem Brennwald. Tento muž chodil každou neděli do kostela ke svatému Jakobovi, prvnímu modlitebnímu místu v oblasti pod Kernwaldem. Protože neexistoval kalendář, tento muž, povoláním bednář, si každý pracovní den dělal jakousi „čárku“, zvanou Mälchterli. Pokud jich bylo šest, vydal se následující den do kostela.
Jméno Emmetten se poprvé objevuje v urbáři kláštera Engelberg z roku 1150. V roce 1275 se objevuje občan z Emmettenu jako svědek ve sporu mezi klášterem Engelberg a sedláky z alpské oblasti Uri.
Od založení farnosti Buochs v roce 1120 patřil Emmetten k této farnosti. V roce 1307 zde byla vysvěcena kaple ke cti svatého Jakuba Staršího. V roce 1454 udělili opat z Engelbergu, farář a farníci z Buochsu horníkům z Emmettenu povolení ke zřízení kaple, což bylo umožněno také založením beneficia v roce 1457. Emmetten se stal farností v roce 1474.
V roce 1601 otřáslo kaplí silné zemětřesení, takže muselo být postaveno nové bohoslužebné místo. Ta byla vysvěcena v roce 1616. Při požáru fary 9. ledna 1741 se ztratily téměř všechny křestní a úmrtní listy. Již v roce 1562 musela vést cesta „z Melbachu do uf Emmetten an unsre March“, což potvrzují i pozdější pozemkové knihy.
V roce 1877 rozhodla obecní rada o výstavbě silnice Beckenried–Emmetten, v roce 1885 přišla do obce pošta a v roce 1895 první veřejné telefonní spojení. V roce 1913 vyjela na Niederbauen první lanovka, která byla v roce 1925 přestavěna, v roce 1933 elektrifikována a v roce 1960 modernizována.
Obec byla elektrifikována v roce 1914. Nový farní kostel svatého Jakuba byl vysvěcen 9. července 1933. V roce 1968 byla postavena lanovka Emmetten–Stockhütte, která byla v roce 2008 přestavěna, aby mohla rychleji přepravovat více turistů na chatu Stockhütte. Teprve po vybudování této lanovky se v Emmettenu prudce zvýšil turistický ruch. Dnes se v Emmettenu nachází řada rekreačních domů a také mnoho kondominií.

## Obyvatelstvo
K 31. prosinci 2021 v obci žilo 1592 obyvatel.

### Vývoj populace
V letech 1743–1850 počet obyvatel silně rostl. Hlavním důvodem byla vysoká porodnost. Mezi lety 1860 a 1930 pak počet obyvatel (s výkyvy mezi 572 a 632 obyvateli, většinou kolem 600) přestal růst. Proti přebytku narozených se kvůli odlehlé poloze postavilo vystěhovalectví. Rozšíření silnice z Beckenriedu, zlepšení dopravní obslužnosti a především výstavba dálnice A2 vedly od roku 1970 k rychlému nárůstu počtu obyvatel (1970–2009: +94,6 %). Obec se stala atraktivní pro dojíždějící také díky své nadmořské výšce (často nad hranicí mlhy) a příznivým cenám stavebních pozemků.
| Vývoj počtu obyvatel | Vývoj počtu obyvatel | Vývoj počtu obyvatel | Vývoj počtu obyvatel | Vývoj počtu obyvatel | Vývoj počtu obyvatel | Vývoj počtu obyvatel | Vývoj počtu obyvatel | Vývoj počtu obyvatel | Vývoj počtu obyvatel | Vývoj počtu obyvatel | Vývoj počtu obyvatel | Vývoj počtu obyvatel | Vývoj počtu obyvatel | Vývoj počtu obyvatel | Vývoj počtu obyvatel | Vývoj počtu obyvatel | Vývoj počtu obyvatel | Vývoj počtu obyvatel | Vývoj počtu obyvatel | Vývoj počtu obyvatel |
| -------------------- | -------------------- | -------------------- | -------------------- | -------------------- | -------------------- | -------------------- | -------------------- | -------------------- | -------------------- | -------------------- | -------------------- | -------------------- | -------------------- | -------------------- | -------------------- | -------------------- | -------------------- | -------------------- | -------------------- | -------------------- |
| Rok                  | 1743                 | 1850                 | 1860                 | 1870                 | 1880                 | 1888                 | 1900                 | 1910                 | 1920                 | 1930                 | 1941                 | 1950                 | 1960                 | 1970                 | 1980                 | 1990                 | 2000                 | 2010                 | 2015                 | 2020                 |
| Počet obyvatel       | 378                  | 659                  | 603                  | 607                  | 632                  | 627                  | 593                  | 608                  | 616                  | 572                  | 661                  | 680                  | 698                  | 631                  | 715                  | 970                  | 1184                 | 1246                 | 1380                 | 1541                 |

### Jazyky

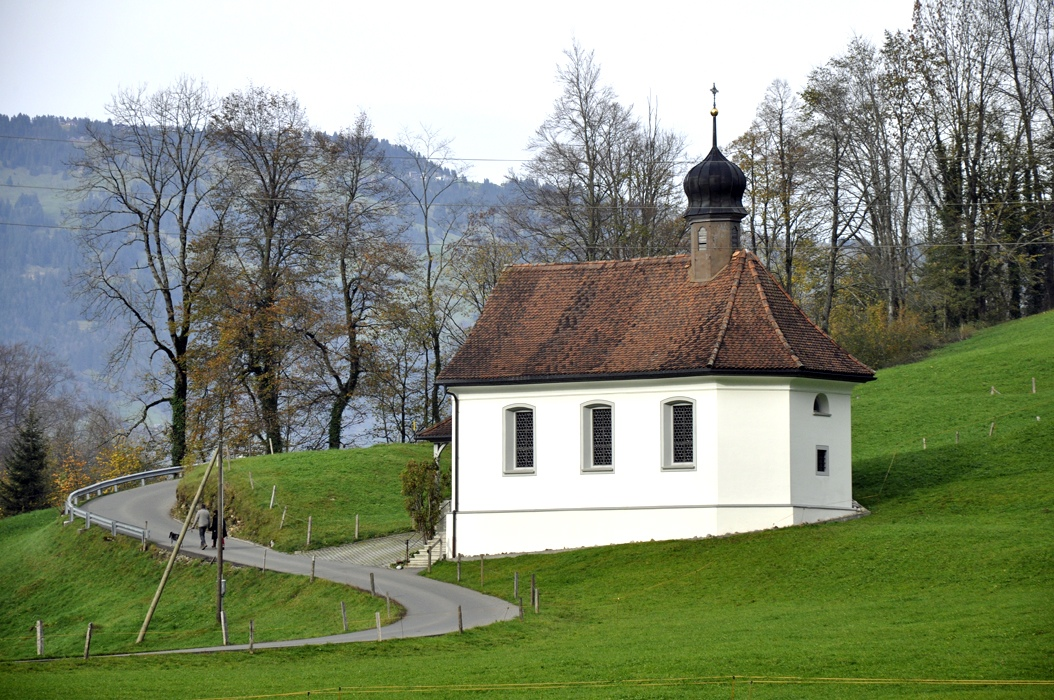
Kaplička v obci

Téměř všichni obyvatelé mluví německy jako každodenním hovorovým jazykem, avšak silně alemanským dialektem. Při sčítání lidu v roce 2000 uvedlo 91,8 % obyvatel jako svůj hlavní jazyk němčinu, 1,8 % angličtinu a 1,5 % italštinu.

### Národnostní složení
Z 1592 obyvatel na konci roku 2021 bylo 1311 (82,35 %) švýcarských státních příslušníků. Většina přistěhovalců pocházela ze střední Evropy (Německo 129, Rakousko 11, Nizozemsko 8, Slovensko a Maďarsko po 7 a Francie 6 osob), jižní Evropy (Portugalsko 20, Itálie 17 a Španělsko 8 osob) a Spojeného království (28 osob). Při sčítání lidu v roce 2000 mělo 1040 osob (87,84 %) švýcarské občanství; z toho 42 osob mělo dvojí občanství.

## Hospodářství
Zemědělství, sýrařství a dřevozpracující průmysl byly hlavními hospodářskými odvětvími v Emmettenu až do konce 20. století. Od meziválečného období zde bylo také několik pracovních míst v cestovním ruchu.

## Doprava
K dálničnímu napojení na dálnici A2 (Gotthardská dálnice) se z Emmettenu lze dostat za několik minut. Emmetten je napojen na síť veřejné dopravy autobusovou linkou Stans – Emmetten – Seelisberg. Pět lanovek zajišťuje přístup do turistických oblastí a oblastí zimních sportů Emmetten-Stockhütte a Klewenalp.